# 新潟県道85号上越高田インター線
新潟県道85号上越高田インター線（にいがたけんどう85ごう じょうえつたかだインターせん）は、新潟県上越市から妙高市に至る県道（主要地方道）である。

## 概要
上越市街地南部を東西に横断し、かつ上越市南西部および妙高市新井地区北西部の山麓を縦貫する主要地方道。上信越自動車道の上越高田ICや、2015年（平成27年）3月14日に開業した北陸新幹線が停車する上越妙高駅（旧・脇野田駅）から市内各地へのアクセス道路として整備が進められており、当県道と新潟県道63号上越新井線（山麓線）、国道18号の上新バイパスなどと合わせ、上越市南部から妙高市新井地区北部の間を環状に連絡する道路網が形成されている。
当県道の起点で、上新バイパスおよび県道上越飯山線と接続する島田交差点から西進し、上越大通りと接続する高田新田交差点を経てえちごトキめき鉄道妙高はねうまライン(旧:信越本線)と踏切で交差した後、山麓線と接続する中田原南交差点から上越高田ICに至る間を東西にほぼ一直線に結ぶ、都市計画道路中田原下箱井線は2004年（平成16年）に全線が開通した。このうち同年の開通区間である高田新田 - 上中田間は市道として供用された後、のちに当県道に指定変更された。
この区間の指定変更前は、高田新田交差点 - 国立病院入口交差点間を上越大通りとの重複指定区間としていったん北上し、国立病院入口交差点から西進して信越本線の南高田駅北側を踏切で横断したのち、中通町交差点を南側へ、上中田交差点を西側へ至る区間が指定されており、狭隘な旧市街地の区間を経由する鉤の手の経路となっていた。
山麓線と交差する中田原南交差点から約300m西側で上越高田ICと接続する。当県道は同ICから経路を南側へ進み、上新バイパスの乙吉交差点北側で再び山麓線に接続する。

### 路線データ
- 起点：上越市大字島田字白山（島田交差点、国道18号・新潟県道95号上越飯山線交点）
- 終点：妙高市大字乙吉字沢田（乙吉北交差点、新潟県道63号上越新井線交点）

## 歴史
- 1993年（平成5年）5月11日 - 建設省から、県道黒田南城線の一部・県道後谷黒田脇野田停車場線の一部・県道青田乙吉線が上越南インター線として主要地方道に指定される[1]。

## 路線状況

### 重複区間
- 新潟県道362号後谷黒田上越妙高停車場線（上越市黒田 - 妙高市青田間）

## 地理

### 通過する自治体
- 上越市
- 妙高市

### 交差する道路
- 上越市
  - 国道18号 上新バイパス・新潟県道95号上越飯山線（島田交差点、起点）
  - 新潟県道579号上越脇野田新井線 〈上越大通り〉（高田新田交差点）
  - 新潟県道63号上越新井線 〈山麓線〉（中田原南交差点）
  - 上信越自動車道 上越高田インターチェンジ
  - 新潟県道362号後谷黒田上越妙高停車場線（黒田丁字路）
- 妙高市
  - 新潟県道362号後谷黒田上越妙高停車場線（青田）
  - 新潟県道63号上越新井線 〈山麓線〉（乙吉北交差点、終点）